# Morovis
Morovis és un municipi de Puerto Rico situat al nord de l'illa, també conegut amb el nom de La Isla Menos Morovis. Confina al nord amb el municipi de Vega Alta i Manatí; al sud amb Orocovis; a l'est amb Vega Alta i Corozal; i a l'oest amb Ciales. Forma part de l'Àrea metropolitana de San Juan-Caguas-Guaynabo.
El municipi està dividit en catorze barris: Barahona, Cuchillas, Fránquez, Monte Llano, Morovis Pueblo, Morovis Norte, Morovis Sur, Pasto, Perchas, Río Grande, San Lorenzo, Torrecillas, Unibón i Vaga.